# Matsubushi
Matsubushi (japanska: 松伏町?, Matsubushi-machi) är en landskommun (köping) i Saitama prefektur i Japan.  